# Монофизитство
Монофизитството или монофизитизмът (от гръцки: μόνος, един, единствен и φύσις, природа) е христологичната позиция, че Исус Христос има само една природа. Тази позиция се противопоставя на диофизитската позиция, че Христос има две природи (δύο, две) – една божествена и една човешка – и е осъдена като еретична на Халкедонския събор в 451 г. Две доктрини могат безспорно да се определят като монофизитски:
- Евтихианството твърди, че човешката природа на Христос на практика е унищожена от божествената, „разтворена като капка мед в морето“.
- Аполинарианството смята, че Христос е имал човешко тяло, но че Божественият логос е заел мястото на човешкия разум.

Радикалният монофизитизъм на Евтихий е реакция срещу несторианството и днес се отхвърля както от халкедонските диофизитски църкви - Православната, католическата и протестантската, така и от нехалкедонските източни църкви. Миафизитството, христологията на нехалкедонските църкви понякога е смятано от диофизитите за вариант на монофизитството, но тези църкви смятат теологията си за немонофизитска и анатемосват Евтихий.

## Изследвания
- Grillmeier, Alois. Jesus der Christus im Glauben der Kirche II,1. Das Konzil von Chalkedon (451) – Rezeption und Widerspruch (451-518). Freiburg im Breisgau, 1999.
- Лебедев, А. П. Вселенские соборы IV и V веков. СПб., изд. Олега Абышко, 2007, 320 с.